# Local government area della Tasmania

Mappa delle local government areas in Tasmania

La Tasmania è suddivisa in 29 local government areas, a loro volta suddivise in città e municipalità; l'elenco delle LGA è contenuto nella seguente tabella.
| Local government area | Tipologia    | Capoluogo    | Area (km²) | Abitanti (giugno 2006) | Densità |
| --------------------- | ------------ | ------------ | ---------- | ---------------------- | ------- |
| Burnie                | Città        | Burnie       | 618        | 19 701                 | 31,9    |
| Clarence              | Città        | Rosny Park   | 386        | 50 808                 | 131,6   |
| Devonport             | Città        | Devonport    | 116        | 24 880                 | 214,5   |
| Glenorchy             | Città        | Glenorchy    | 120        | 44 179                 | 368,2   |
| Hobart                | Città        | Hobart       | 76,2       | 49 556                 | 650,3   |
| Launceston            | Città        | Launceston   | 1 405      | 64 620                 | 46      |
| Break O'Day           | Municipalità | St Helens    | 3 809,8    | 6 218                  | 1,6     |
| Brighton              | Municipalità | Brighton     | 168        | 14 329                 | 85,3    |
| Central Coast         | Municipalità | Ulverstone   | 931,1      | 21 259                 | 22,8    |
| Central Highlands     | Municipalità | Hamilton     | 7 976,4    | 2 316                  | 0,3     |
| Circular Head         | Municipalità | Smithton     | 4 917      | 8 188                  | 1,7     |
| Derwent Valley        | Municipalità | New Norfolk  | 4 111      | 9 692                  | 2,4     |
| Dorset                | Municipalità | Scottsdale   | 3 196      | 7 253                  | 2,3     |
| Flinders              | Municipalità | Whitemark    | 1 333      | 881                    | 0,7     |
| George Town           | Municipalità | George Town  | 652,6      | 6 744                  | 10,3    |
| Glamorgan Spring Bay  | Municipalità | Triabunna    | 2 522      | 4 329                  | 1,7     |
| Huon Valley           | Municipalità | Huonville    | 5 497      | 14 442                 | 2,6     |
| Kentish               | Municipalità | Sheffield    | 1 187      | 5 965                  | 5       |
| King Island           | Municipalità | Currie       | 1 100      | 1 703                  | 1,5     |
| Kingborough           | Municipalità | Kingston     | 717        | 31 706                 | 44,2    |
| Latrobe               | Municipalità | Latrobe      | 550        | 8 888                  | 16,2    |
| Meander Valley        | Municipalità | Westbury     | 3 821      | 18 938                 | 5       |
| Northern Midlands     | Municipalità | Longford     | 5 130      | 12 505                 | 2,4     |
| Sorell                | Municipalità | Sorell       | 582,6      | 12 131                 | 20,8    |
| Southern Midlands     | Municipalità | Oatlands     | 2 561      | 5 845                  | 2,3     |
| Tasman                | Municipalità | Nubeena      | 660        | 2 317                  | 3,5     |
| Waratah-Wynyard       | Municipalità | Wynyard      | 1 187      | 13 815                 | 11,6    |
| West Coast            | Municipalità | Zeehan       | 9 574,5    | 5 171                  | 0,5     |
| West Tamar            | Municipalità | Beaconsfield | 689        | 21 543                 | 31,3    |
| Tasmania              | Tasmania     | Hobart       | 65 594     | 489 922                | 7,5     |